# Neshar
Neshar (persiska: نِشَر, نَشَر, نُه شَهرِه, نشر) är en ort i Iran.   Den ligger i provinsen Hamadan, i den nordvästra delen av landet, 260 km väster om huvudstaden Teheran. Neshar ligger 1 849 meter över havet och antalet invånare är 445.
Terrängen runt Neshar är kuperad österut, men västerut är den platt.Runt Neshar är det ganska tätbefolkat, med 111 invånare per kvadratkilometer. Närmaste större samhälle är Aḩmadābād, 13,5 km sydost om Neshar. Trakten runt Neshar består i huvudsak av gräsmarker.